# Augustus Tolton
Augustus Tolton (1. dubna 1854 Missouri, USA – 9. července 1897 Illinois, USA) byl americký římskokatolický kněz. Je známý zejména pro to, že se stal prvním černošským katolickým knězem v USA. 2. března 2010 oznámil kardinál Francis George začátek kanonizačního procesu.

## Život
Augustus Tolton se narodil v Missouri, rodičům Peterovi Paulu Toltonovi a Martě Jane Chisleyové, kteří byli otroky u katolické rodiny, která nechala pokřtít i jejich děti. Není úplně jisté, jak se Toltonovi dostali na svobodu. Otec Augustus později vyprávěl farníkům, že jeho otec Peter utekl z farmy a vstoupil do armády Unie, kde však zemřel. Matka s dětmi se pak s pomocí sympatických vojáků a policistů Unie dostala přes řeku Mississippi do sousedního svobodného státu Illinois.
Po příchodu do města Quincy v Illinois začala matka Martha, Augustus i jeho bratr Charley pracovat v továrně na doutníky Herris Tobacco Company. Po smrti bratra Charleyho (zemřel v dětském věku) se Augustus seznámil s irsko-americkým knězem, otcem Peterem McGirrem, který mu nabídl možnost navštěvovat během zimních měsíců (kdy byla továrna zavřená) školu ve farnosti Sv. Vavřince. Rozhodnutí faráře však bylo farníky přijato velice kontroverzně. Přes protesty rodičů dětí i dalších farníků otec McGirr trval na tom, aby Augustus setrval ve škole.
Ve svých šestnácti letech byl Augustus biřmován. Do kostela chodil každý den, a během jednoho měsíce se naučil nazpaměť latinskou mši. S otcem McGirrem často hovořil o možnosti stát se knězem (dokonce zjistili, že v celých Spojených státech není ani jeden černošský katolický kněz). Augustus začal pochybovat, zda by se vůbec mohl on stát knězem. Otec McGirr jej povzbuzoval, aby se této myšlenky nevzdával, a spojil se s otcem Schaeffermeyerem, který byl farářem farnosti sv. Bonifáce, kam také Augustus chodil. Nakonec usoudili, že by nejlepší bylo, kdyby Augustus vstoupil do řádu Františkánů s tím, že by otec Schaeffermeyer celou jeho kněžskou formaci zaplatil. Františkáni však zádost odmítli, a tak otcové poslali dopisy do všech seminářů v USA. Nikde se však nechtěli černošského zájemce o kněžství ujmout.
Přestože v žádném semináři Augustina nechtěli, v Quincy otcové pokračovali v jeho vzdělávání. Roku 1873 jej začíná učit otec Theodore Wegmann se záměrem, udělat z něj alespoň dobrého katechetu. Otec Wegmann byl ale po dvou letech přeložen do jiné farnosti a tak se Augustus musel opět vrátit k práci v továrně (mezitím pobýval krátký čas ve farnosti na severovýchodě Missouri, jenže tamní kněz měl značné problémy s alkoholem, tak se Augustus musel vrátit do Quincy). Nyní pracoval v továrně na sodovku a docházel na výuku náboženství ke dvěma starým františkánům.
Když se biskup Peter Joseph Baltes chystal na cestu do Říma, napadlo otce McGirryho, že by se mohl přimluvit za Augustovo přijetí do semináře v Evropě. Když tento nápad předložil biskupovi, byl mu odsouhlasen. Ve stejné době přijíždí do Quincy františkánský kněz Richardt, kde zjišťuje, že jeho spolužák z dětství je přítelem kardinála, prefekta Papežské univerzity Urbania. Ta měla pod sebou pontifikální kolej, vedenou Kongregací pro evangelizaci národů, připravující mladé kněze pro misijní činnost. Napsal mu proto dopis, ve kterém vysvětlil Augustovu situaci.
Po několika měsících opravdu přišla kladná odpověď a tak nic nebránilo Augustovi vstoupit do papežského semináře.

### Kněžství
12. března 1880 dorazil Augustus do Říma, následně dostal oděv seminaristy, a spolu s přibližně 70 bohoslovci z Evropy studoval bohosloví. Situace zde byla opačná než v USA, vedení i ostatní bohoslovci se k němu chovali bez předsudků.
24. dubna 1886 byl Augustus, ve svých 31 letech, vysvěcen na kněze a poslán do farnosti v USA. Když dorazil do Quincy, dostalo se mu vřelého uvítání, nicméně situace nebyla příliš příznivá, neboť měl problémy s německým knězem. Z toho důvodu napsal kardinálu-prefektovi Papežské univerzity Urbaniana, aby mohl být přeložen ze své nově vzniklé černošské farnosti sv. Josefa (dílčím problémem byla nestálost a malá víra jeho černošských farníků, které decimovala chudoba a alkohol). Jeho novým působištěm se stalo Chicago. Zdejší arcibiskup Patrick Feehan jej vřele uvítal a jmenoval jej farářem farnosti Sv. Augustina (s pastorační jurisdikcí nad všemi černošskými katolíky v arcidiecézi).
Katherine Drexel (dnes již svatořečená), jedna z nejbohatších žen na světě té doby a hluboce věřící katolička (posléze i řádová sestra) se po soukromé audienci u papeže Lva XIII. rozhodla věnovat do různých křesťanských farností po Spojených státech finanční pomoc (celkově během svého života věnovala několik milionů dolarů). Finanční pomoc se dostala i k otci Augustovi, který začal stavět kostel, který navštěvovalo běžně přibližně 600 farníků. nakupoval také oblečení, jídlo a navštěvoval chatrče, ve kterých většina farníků žila. Sám také vedl zbožný a asketický život, plný modlitby a odříkání.

### Smrt
Roku 1897 po nedělní mši otec Augustus Tolton oznámil, že jede do Bourbonnais spolu s ostatními kněžími na diecézní setkání. Když se po týdnu 9. července vracel, bylo venku přes 40.5°C (105°F). Po vystoupení z vlaku upadl. Policejní hlídka jej přenesla do nemocnice, kde večer, po přijetí svátostného pomazání zemřel.

## Kanonizační proces
2. března 2010 oznámil kardinál Francis George (arcibiskup Chicagské arcidiecéze) začátek kanonizačního procesu, který začíná udělením titulu Služebník Boží. V roce 2019 ho papež František prohlásil za ctihodného, což je další stupeň v rámci procesu.